# (35888) 1999 JS80
1999 JS80 (asteroide 35888) é um asteroide da cintura principal. Possui uma excentricidade de 0.15338030 e uma inclinação de 12.56901º.
Este asteroide foi descoberto no dia 12 de maio de 1999 por LINEAR em Socorro.